# Jeroni Ferrer (conseller de Barcelona)
Jeroni Ferrer (s. XVII - segle xviii). Guanter i conseller de Barcelona va ser el 1713, junt al conseller en Cap Rafael Casanova, un dels principals dirigents de la Guerra dels catalans (1713-1714), la darrera campanya militar de la Guerra de Successió Espanyola a Catalunya.
Partidari de l'arxiduc Carles d'Àustria el novembre del 1713 fou un dels ciutadans extrets per exercir la magistratura anual de conseller sisè de Barcelona en representació dels menestrals; amb ell foren també extrets l'advocat Rafael Casanova i Comes —conseller en Cap—, el mercader Salvador Feliu de la Penya —conseller segon—, l'advocat Ramon Sans —conseller terç—, el parent del conseller en Cap sortint Emanuel Flix i mercader Francesc Anton Vidal —conseller quart—, i el cunyat del primer ministre de Carles d'Àustria Ramon de Vilana Perlas i notari Josep Llaurador i Satorre —conseller quint. Fou inclòs en la llista dels 1.100 «jefes y caudillos de la rebelión» i els seus béns li foren embargats per la Hisenda Reial borbònica fins al 1725.